# Rag
Rag – taniec towarzyski, popularny na początku XX w. Wykonywano go przy akompaniamencie Ragtime'u. Ragiem nazywa się też utwór muzyczny w rytmie tego tańca.